# 경제 성장, 규제 완화 및 소비자 보호법
경제 성장, 규제 완화 및 소비자 보호법(영어: Economic Growth, Regulatory Relief, and Consumer Protection Act, 약칭 EGRRCPA; Pub.L. 115–174, S. 2155)은 2018년 5월 24일 도널드 트럼프 대통령이 서명하여 발효되었다. 이 법안은 2008년 세계 금융 위기 이후 도드-프랭크 월스트리트 개혁 및 소비자 보호법에 의해 부과된 금융 규제를 완화했다.
특히 이 법안은 은행이 대마불사로 간주되는 기준을 500억 달러에서 2500억 달러로 상향 조정했다. 대부분의 은행에 대해 이 법안은 주택 담보 대출 데이터 보고 의무를 축소했다. 이 법안은 또한 자산이 100억 달러 미만인 소규모 은행에 대한 볼커 룰을 폐지했다.
이 법은 도드-프랭크 이후 미국 은행 규제에서 가장 중요한 변화였다. 도드-프랭크 법안의 공동 발의자였던 바니 프랭크는 원법의 일부가 실수였다며 이 법안을 지지했다.

## 입법 이력
하원에서는 법안이 258대 159로 통과되었는데, 공화당 의원 1명(월터 B. 존스 주니어)을 제외한 전원과 민주당 의원 193명 중 33명의 지지를 받았다. 상원에서는 법안이 67대 31로 통과되었는데, 모든 공화당 의원과 민주당 의원 47명 중 17명의 지지를 받았다. 민주당 코커스 내에서는 진보주의자들이 이 법안에 강력히 반대했다.

## 여파
2023년 은행 위기 이후, 일부 은행 전문가들은 실리콘밸리 은행과 시그니처 은행이 도드-프랭크 법안이 "트럼프 대통령 하에서 철회되지 않았다면" 위험 관리를 더 잘했을 것이라고 주장했지만, 다른 전문가들은 실리콘밸리 은행이 이 법안에 따라 주기적인 스트레스 테스트를 거쳐야 했기 때문에 이러한 주장에 이의를 제기했다.
연방준비제도 이사회의 마이클 S. 바가 작성한 장문의 보고서에 따르면, 실리콘밸리 은행(SVB)은 "교과서적인 경영 부실"로 인해 파산했으며, 은행의 최고 경영진은 "기본적인 금리 및 유동성 위험 관리에 실패했다"고 명시했다. 바는 또한 연방준비제도 감독관이 SVB에 대해 조치를 취하지 못했고, SVB의 이사회조차 경영진을 감독하지 못했으며, SVB의 기준이 "너무 낮아" 규제 약화와 감독 부족을 보여주었고, 이는 도드-프랭크 월스트리트 개혁 및 소비자 보호법의 완화로 더욱 심화되었다는 점을 발견했다. 그의 분석에서 바는 SVB 이사회가 경제 성장, 규제 완화 및 소비자 보호법(EGRRCPA)에 대한 대응으로 "덜 단호한 감독 접근 방식"을 취했으며, 기준을 낮추고 복잡성을 증가시켜 SVB를 많은 취약점에 노출시켰다고 말했다. 다른 요인으로는 은행 예금자들이 빠르게 자금을 인출하기 시작하면서 뱅크런에 대한 우려가 소셜 미디어 게시물과 결합되어 뱅크런을 가속화하고 다른 은행으로 파급되었다는 점이다.
SVB의 CEO 그렉 베커는 이 법안의 통과를 명시적으로 로비하고 지지했는데, 이는 자산 2500억 달러 미만 은행에 대해 도드-프랭크 월스트리트 개혁 및 소비자 보호법 하에서 요구되는 스트레스 테스트의 빈도와 시나리오 수가 줄어들었기 때문이다. 샌프란시스코 연방준비은행은 자산 1000억 달러 이상인 모든 은행을 매년 검사할 재량권이 있었다.